# Distrito de Churu
Churu (en hindi: चुरू जिला) es un distrito de la India en el estado de Rajastán. Código ISO: IN.RJ.CR.
Comprende una superficie de 16830 km².
El centro administrativo es la ciudad de Churu.

## Demografía
Según censo 2011 contaba con una población total de 2041172 habitantes, de los cuales 987 797 eran mujeres y 1 053 375 varones.